# Dom de lava

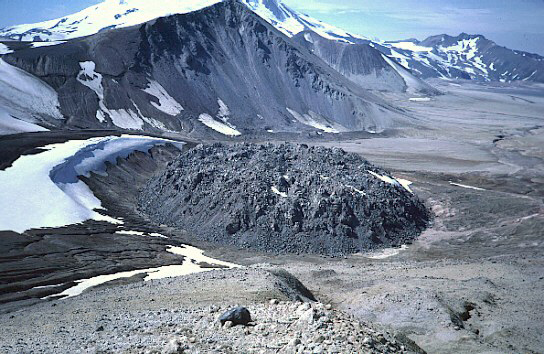
Dom de riolita a Novarupta al Parc Nacional de Katmai, Alaska. Va ser l'esdeveniment inicial d'una gran erupció el 1912, que va causar el col·lapse de la cimera del Katmai en les proximitats i que va crear la Vall dels deu mil fums.

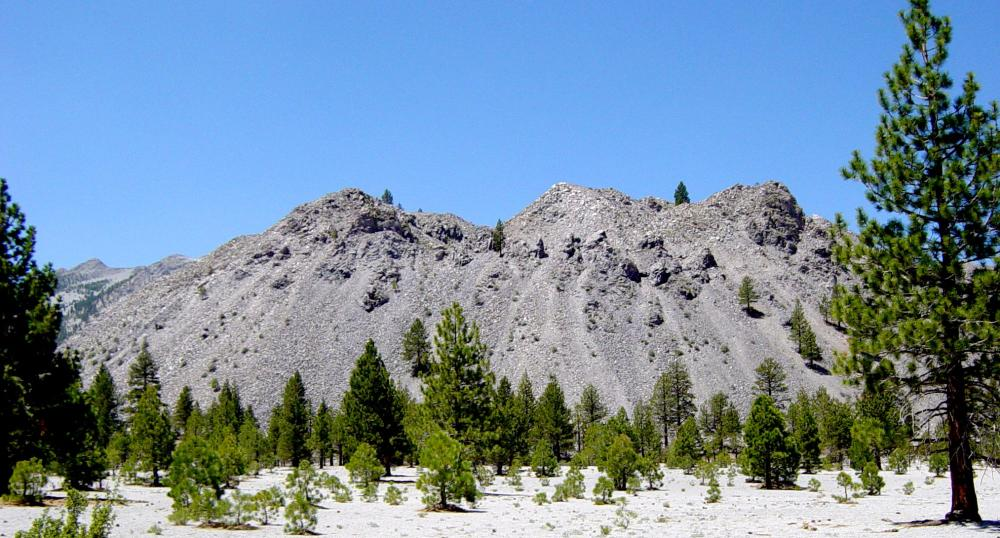
Un dels Mona Craters, un exemple d'un dom de riolita.

En vulcanologia, un dom de lava és una protuberància o monticle circular en forma de monticle que resulta de l'extrusió lenta de lava viscosa d'un volcà. Aquestes formacions són habituals, especialment en els entorns on limiten plaques convergents. Al voltant del 6% de les erupcions a la Terra formen doms de lava. La geoquímica de les formacions de lava pot variar des del basalt (p. ex. Semeru, 1946) fins a la riolita (p. ex. Chaiten, 2010) encara que la majoria són de composició intermèdia (com Santa María, dacita - andesita, actual). La forma característica de cúpula és atribuït a una alta viscositat que impedeix que la lava flueixi més lluny de la seva xemeneia abans de solidificar-se. Aquesta alta viscositat es pot obtenir per dues circumstàncies: per alts nivells de silici en el magma, o per desgasificació del magma fluid. Atès que les cúpules viscoses basàltiques i andesítiques meteorològiques ràpides i es trenquen fàcilment per una aportació addicional de lava fluida, la majoria dels doms conservats tenen un alt contingut de silici i consisteixen en riolita o dacita.
S'ha suggerit l'existència de doms de lava per a algunes estructures d'aparença similar a la Lluna, Venus i Mart, per exemple, la superfície marciana a la part occidental d'Arcàdia Planitia i a Terra Sirenum.
A causa de la possibilitat d'acumulació de pressió de gas, el dom pot sofrir al llarg de la seva història d'erupcions explosives. Quan una part d'un dom de lava es col·lapsa quan encara conté roca fosa i gasos, pot produir un flux piroclàstic, que és una de les formes més letals d'incidents volcànics. Els doms poden construir-se en l'interior del volcà sense arribar a emergir, en el cas del qual poden aflorar amb el pas del temps a causa de la seva resistència a l'erosió, formant llavors agulles rocoses que destaquen al paisatge.

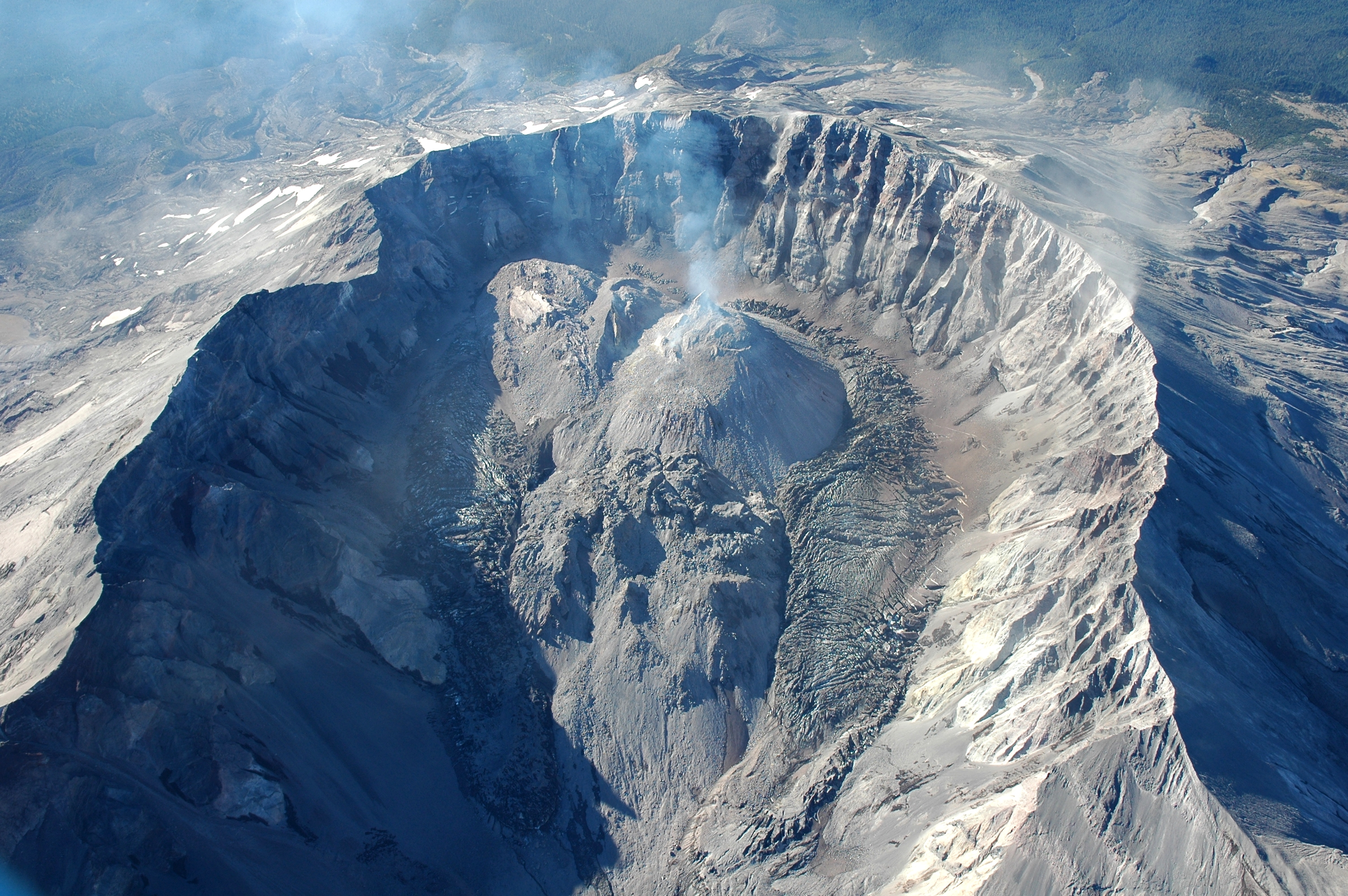
Doms de lava al cràter de Saint Helens.

Alguns dels doms de lava més actius són el Merapi a la zona central de l'Illa de Java, el Soufrière Hills a l'Illa de Montserrat, i el Saint Helens a Washington. Lassen Peak al nord de Califòrnia, és un dels majors doms de lava del món i es distingeix per ser l'únic volcà de la serralada Cascade a més del Saint Helens que va esclatar entre el 1914 i el 1921.

## Dinàmica
Els doms de lava evolucionen de manera imprevisible, a causa de la dinàmica no lineal causada per la cristal·lització i la desgasificació de la lava altament viscosa al conducte de la cúpula. Les cúpules pateixen diversos processos com el creixement, l'enfonsament, la solidificació i l'erosió.
Els doms de lava creixen pel creixement de la cúpula endògena o exogènica. La primera implica l'ampliació d'un dom de lava a causa de l'afluència de magma a l'interior del dom, i la segona es refereix a lòbuls discrets de lava col·locats a la superfície del dom. És l'alta viscositat de la lava la que impedeix que flueixi lluny de la ventilació des del qual s'extrudeix, creant una forma de cúpula de lava enganxosa que després es refreda lentament in situ. Les agulles i els fluxos de lava són productes extrusius comuns dels doms de lava. Els doms poden assolir altures de diversos centenars de metres, i poden créixer lentament i en forma contínua per mesos (per exemple, volcà Unzen) o anys (per exemple, volcà Soufrière Hills ), o fins i tot segles (per exemple, volcà Mont Merapi). Els costats d'aquestes estructures estan formats de trossos inestables de roca.
A causa de l'acumulació intermitent de pressió de gas, els doms en erupció sovint poden experimentar episodis d'erupció explosiva al llarg del temps. Si una part d'un dom de lava s'enfonsa i exposa magma a pressió, es poden produir fluxos piroclàstics. Altres perills associats amb els doms de lava són la destrucció de propietats per colades de lava, incendis forestals i lahars provocats per la remobilització de cendres soltes i runes. Els doms de lava són una de les principals característiques estructurals de molts estratovolcans a tot el món. Les cúpules de lava són propenses a explosions inusualment perilloses, ja que poden contenir lava rica en silici riolític.
Les característiques de les erupcions del dom de lava inclouen la sismicitat superficial, de període llarg i híbrid, que s'atribueix a l'excés de pressió de fluid a la cambra de ventilació que contribueix. Altres característiques dels doms de lava inclouen la seva forma de cúpula hemisfèrica, cicles de creixement del dom durant llargs períodes i inicis sobtats d'activitat explosiva violenta. La taxa mitjana de creixement del dom es pot utilitzar com a indicador aproximat del subministrament de magma, però no mostra cap relació sistemàtica amb el moment o les característiques de les explosions del dom de lava.
L'esllavissada d'una cúpula de lava pot produir un flux de blocs i cendres.